# Tiranai Egyetem
A Tiranai Egyetem (albánul: Universiteti i Tiranës) az albán főváros és Albánia legrégibb és egyben legnagyobb egyeteme. Az alap- és posztgraduális képzést egyaránt nyújtó intézménynek napjainkban több mint 14 000 hallgatója és mintegy 600 tanára van. Minden kar saját könyvtárral és periodikával rendelkezik.

## Története, szervezete
1957 októberében alapították Tiranai Állami Egyetem (Universiteti Shtetëror i Tiranës) néven öt kisebb felsőoktatási intézmény – Tanárképző Intézet, Műszaki Intézet, Gazdaságtudományi Intézet, Jogtudományi Intézet és Orvostudományi Intézet – összevonásával. 1985-től, a kommunista diktátor halála után Tiranai Enver Hoxha Egyetem (Universiteti i Tiranës „Enver Hoxha”) lett a neve, amelyet 1991-ben váltott fel a mai, puritán elnevezés. Az egyetemen eredetileg tíz kar működött, de 1991-ben az intézményből kiváltak a mérnöki karok, és megalakult az önálló Tiranai Műszaki Egyetem (Universiteti Politeknik). A megmaradt karok és tanszékeik a természet-, orvos-, közgazdaság- és bölcsészettudományokat fedik le:
- Természettudományi Kar: Matematikai, Fizikai, Ipari Kémiai, Általános Kémiai, Biológiai, Gyógyszerészeti, Informatikai, Dísznövény-kertészeti Tanszékek
- Orvostudományi Kar: Anatómiai, Patológiai, Nukleáris Orvostudományi, Belgyógyászati, Sebészeti, Kardiológiai, Neurológiai és Idegsebészeti, Fül-Orr-Gégészeti, Szájsebészeti, Szülészeti és Nőgyógyászati, Gyermekgyógyászati, Biomedicinai, Járványélettani, Közegészségügyi Tanszékek
- Jogtudományi Kar: Polgárjogi, Közjogi, Büntetőjogi Tanszékek
- Közgazdaság-tudományi Kar: Gazdaságtudományi, Üzemszervezeti, Pénzügyi és Számviteli, Marketing- és Turisztikai, Matematikai Statisztikai, Alkalmazott Informatikai Tanszékek
- Társadalomtudományi Kar: Filozófiai és Szociológiai, Pszichológiai és Pedagógiai, Szociális Munkás Tanszékek
- Történelemtudományi és Filológiai Kar: Nyelvészeti, Irodalmi, Földrajzi, Történelmi, Újságírástanszékek
- Idegennyelvi Kar: Angol, Francia, Olasz, Német, Szláv és Balkáni Nyelvek Tanszékei